# وینچکم
longitudeوینچکمlatitudeوینچکم
وینچکم (به انگلیسی: Winchcombe) یک شهرک در بریتانیا است که در انگلستان واقع شده‌است.

## خصوصیات
وینچکم ۴٬۲۷۵ نفر جمعیت دارد.